# Magrie
Magrie (okzitanisch: Magria) ist eine französische Gemeinde mit 543 Einwohnern (Stand: 1. Januar 2022) im Département Aude. Sie gehört zum Arrondissement Limoux und zum Kanton La Région Limouxine. Die Einwohner werden Magriains genannt.

## Geographie
Magrie liegt etwa 25 Kilometer südsüdöstlich des Stadtzentrums von Carcassonne. Das Gemeindegebiet wird vom Flüsschen Corneilla durchquert. Magrie wird umgeben von den Nachbargemeinden Limoux im Norden, Cournanel im Osten, Alet-les-Bains im Südosten, Roquetaillade-et-Conilhac im Süden, Tourreilles im Westen sowie La Digne-d’Aval im Nordwesten.

## Bevölkerungsentwicklung
| Jahr                       | 1962 | 1968 | 1975 | 1982 | 1990 | 1999 | 2006 | 2019 |
| Einwohner                  | 314  | 315  | 296  | 353  | 369  | 421  | 519  | 534  |
| Quellen: Cassini und INSEE |      |      |      |      |      |      |      |      |

## Sehenswürdigkeiten
- Kirche Saint-Julien und Sainte-Basilisse

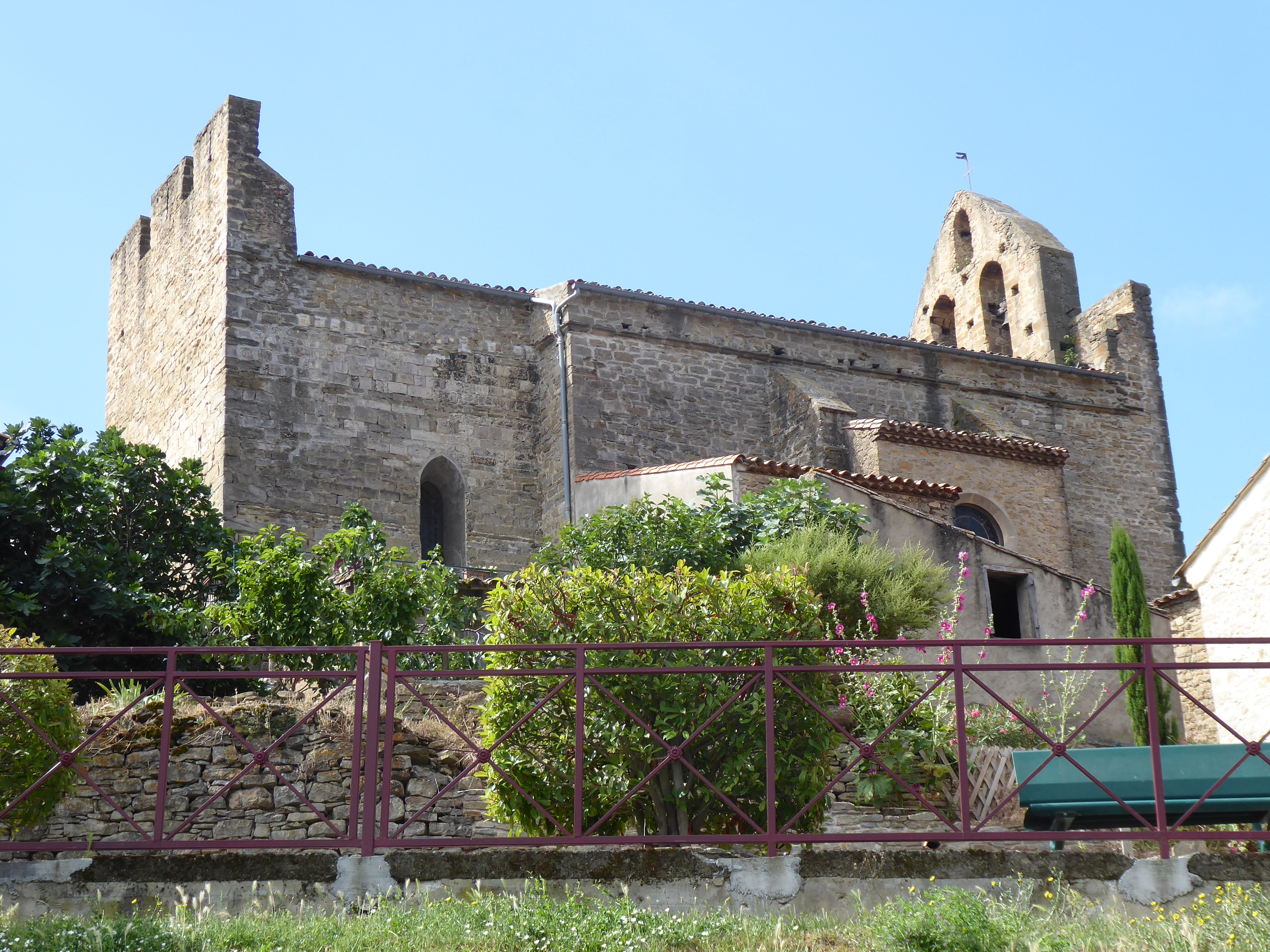
Kirche Saint-Julien und Sainte-Basilisse